# Kochankowie z ulicy Kamiennej
Kochankowie z ulicy Kamiennej – fontanna-płaskorzeźba poświęcona Agnieszce Osieckiej, znajdująca się we wnęce jednej z kamienic przy ul. Włókienniczej (dawnej Kamiennej) w Łodzi. Odsłonięcia dokonano 25 czerwca 2004.

## Historia
Rzeźba-kaskada Kochankowie z ulicy Kamiennej upamiętnia okres studiów Agnieszki Osieckiej w łódzkiej szkole filmowej w latach 1957–1962. Autorem płaskorzeźby jest Wojciech Gryniewicz.

## Opis
Płaskorzeźba przedstawia dwoje młodych ludzi chowających się pod płaszczem przed ulewą. Rzeźba wykonana jest z brązu. Woda, przed którą kryją się kochankowie, to deszczowa mgiełka, która zrasza ich twarze 5 minut dziennie.
Do klimatu ulicy z czasów powstania wiersza Agnieszki Osieckiej pt. Kochankowie z ulicy Kamiennej nawiązuje ortalionowy płaszcz pod którym kryją się zakochani. Płaszcze ortalionowe były w tym czasie powszechnie noszone.
Płaskorzeźba ma wyryty refren piosenki:

Kochankowie z ulicy Kamiennej
pierścionków, kwiatów nie dają.
Kochankowie z ulicy Kamiennej
wcale Szekspira nie znają.
Kochankowie…